# Фирозпур (округ)
Фирозпу́р (в.-пандж. ਫੇਰੋਜ਼ੇਪੁਰ ਜ਼ਿਲਾ; англ. Firozpur) — округ в индийском штате Пенджаб. Административный центр — город Фирозпур. Площадь округа — 5303 км². По данным всеиндийской переписи 2001 года население округа составляло 1 746 107 человек. Уровень грамотности взрослого населения составлял 60,7 %, что немного выше среднеиндийского уровня (59,5 %). Доля городского населения составляла 25,8 %. 7 августа 1972 года из частей территорий округов Бхатинда и Фирозпур был образован округ Фаридкот.